# المبروك (الحوض الغربي)
المبروك هي قرية في بلدية في ولاية الحوض الغربي في موريتانيا. تعتمد البلدية على الرعي والتجارة .